# Miss Brasil Sou Eu
“Miss Brasil Sou Eu” foi estreado a 25 anos atrás  conta a história de um concurso de Miss Brasil. A beleza sempre foi motivo de disputa e em um concurso de beleza, a concorrência é maior ainda. Serão dez homens representando as dez mulheres mais bonitas de dez importantes estados do Brasil. Quando o concurso vai começar, uma inesperada notícia chega. Um corre e corre se estabelece e o caos das mães na plateia que desesperadamente querem saber se as filhas vão desfilar. A coisa piora com as palavras da apresentadora que não tem um pingo de noção acentuando o conflito.
Como o local do concurso estava lotado com os principais meios de comunicação e o dinheiro arrecadado era para um lar de crianças carentes da Madre Superiora. O produtor do concurso decide pegar o pipoqueiro, o faxineiro, o filho da camareira, o bilheteiro, o contra regra, o segurança e o porteiro.  A Madre Superiora diz que não vai sair do local sem o dinheiro dela e se junta na organização e também decide desfilar. Nada vai dar certo e o que não vai faltar é um concurso totalmente atípico. A decisão da miss do ano retrasado de não entregar a coroa a um grupo de misses traz um total desequilíbrio a todas. A vontade de ganhar a faixa a qualquer custo; A interferência das mães de misses. O autor aproveitou as diferenças, dos estados brasileiros, criando cenas hilárias, intercaladas com músicas e danças, mostrando um pouco do nosso Brasil tão diverso e rico, tanto pelo seu povo como por seus costumes e cultura. Tudo isso numa comédia com todo talento de atores consagrados no humor brasileiro. o Espetáculo foi escrito por Ronaldo Ciambroni e é dirigido pela grande atriz e apresentadora Mamma Bruschetta  tem no elenco: Silvetty Montilla Kaka De Lyma, Caique Aguiar, Ricardo Cavadas, Didi Guerreiro, Dan Gomez, Lukas Caprezzi, Eduardo Guimarães, Gretta Sttar, Augusto Antunes.